# Ladies Tour of Norway 2017
5. edycja kobiecego, etapowego wyścigu kolarskiego Ladies Tour of Norway odbyła się w dniach 17–20 czerwca 2017 roku w Norwegii. Liczyła cztery etapy o łącznym dystansie 403,2 km.
Ladies Tour of Norway był siedemnastym w sezonie wyścigiem cyklu UCI Women’s World Tour, będącym serią najbardziej prestiżowych zawodów kobiecego kolarstwa.

## Etapy
| Etap   | Data        | Start – Meta            | km    | Typ    | Zwycięzca etapu | Lider          |
| ------ | ----------- | ----------------------- | ----- | ------ | --------------- | -------------- |
| Prolog | 17 sierpnia | Halden – Halden         | 3,1   | ITT    | Ellen van Dijk  | Ellen van Dijk |
| 1.     | 18 sierpnia | Halden – Mysen          | 101,5 | Płaski | Jolien D’Hoore  | Jolien D’Hoore |
| 2.     | 19 sierpnia | Sarpsborg – Fredrikstad | 140,1 | Płaski | Chloe Hosking   | Marianne Vos   |
| 3.     | 20 sierpnia | Svinesund – Halden      | 158,6 | Płaski | Megan Guarnier  | Marianne Vos   |

### Prolog – 17.08: Halden – 3,1 km
| #    | Zawodnik             | Zespół              | Czas   |
| ---- | -------------------- | ------------------- | ------ |
| 1.   | Ellen van Dijk       | Team Sunweb         | 3' 44" |
| 2.   | Marianne Vos         | WM3 Pro Cycling     | + 1"   |
| 3.   | Katrin Garfoot       | Orica-Scott         | + 1"   |
|      |                      |                     |        |
| 24.  | Katarzyna Niewiadoma | WM3 Pro Cycling     | + 11"  |
| 26.  | Katarzyna Pawłowska  | Boels-Dolmans       | + 11"  |
| 70.  | Daria Pikulik        | Cervélo–Bigla       | + 21"  |
| 111. | Małgorzata Jasińska  | Cylance Pro Cycling | + 26"  |

| #    | Zawodnik             | Zespół              | Czas   |
| ---- | -------------------- | ------------------- | ------ |
| 1.   | Ellen van Dijk       | Team Sunweb         | 3' 44" |
| 2.   | Marianne Vos         | WM3 Pro Cycling     | + 1"   |
| 3.   | Katrin Garfoot       | Orica-Scott         | + 1"   |
|      |                      |                     |        |
| 24.  | Katarzyna Niewiadoma | WM3 Pro Cycling     | + 11"  |
| 26.  | Katarzyna Pawłowska  | Boels-Dolmans       | + 11"  |
| 70.  | Daria Pikulik        | Cervélo–Bigla       | + 21"  |
| 111. | Małgorzata Jasińska  | Cylance Pro Cycling | + 26"  |

### Etap 1 – 18.08: Halden – Mysen – 101,5 km
| #    | Zawodnik             | Zespół              | Czas       |
| ---- | -------------------- | ------------------- | ---------- |
| 1.   | Jolien D’Hoore       | Wiggle High5        | 2h 26' 39" |
| 2.   | Gracie Elvin         | Orica-Scott         | + 0"       |
| 3.   | Christine Majerus    | Boels-Dolmans       | + 0"       |
|      |                      |                     |            |
| 8.   | Katarzyna Niewiadoma | WM3 Pro Cycling     | + 0"       |
| 50.  | Katarzyna Pawłowska  | Boels-Dolmans       | + 0"       |
| 72.  | Małgorzata Jasińska  | Cylance Pro Cycling | + 31"      |
| 119. | Daria Pikulik        | Cervélo–Bigla       | + 2' 56"   |

| #    | Zawodnik             | Zespół              | Czas       |
| ---- | -------------------- | ------------------- | ---------- |
| 1.   | Jolien D’Hoore       | Wiggle High5        | 2h 30' 17" |
| 2.   | Marianne Vos         | WM3 Pro Cycling     | + 2"       |
| 3.   | Ellen van Dijk       | Team Sunweb         | + 6"       |
|      |                      |                     |            |
| 21.  | Katarzyna Niewiadoma | WM3 Pro Cycling     | + 17"      |
| 23.  | Katarzyna Pawłowska  | Boels-Dolmans       | + 17"      |
| 78.  | Małgorzata Jasińska  | Cylance Pro Cycling | + 1' 03"   |
| 118. | Daria Pikulik        | Cervélo–Bigla       | + 3' 23"   |

### Etap 2 – 19.08: Sarpsborg - Fredrikstad – 140,4 km
| #    | Zawodnik             | Zespół              | Czas       |
| ---- | -------------------- | ------------------- | ---------- |
| 1.   | Chloe Hosking        | Alé–Cipollini       | 3h 34' 26" |
| 2.   | Marianne Vos         | WM3 Pro Cycling     | + 0"       |
| 3.   | Ellen van Dijk       | Team Sunweb         | + 0"       |
|      |                      |                     |            |
| 35.  | Katarzyna Niewiadoma | WM3 Pro Cycling     | + 0"       |
| 40.  | Katarzyna Pawłowska  | Boels-Dolmans       | + 0"       |
| 61.  | Małgorzata Jasińska  | Cylance Pro Cycling | + 31"      |
| 115. | Daria Pikulik        | Cervélo–Bigla       | + 6' 42"   |

| #    | Zawodnik             | Zespół              | Czas       |
| ---- | -------------------- | ------------------- | ---------- |
| 1.   | Marianne Vos         | WM3 Pro Cycling     | 6h 04' 31" |
| 2.   | Jolien D’Hoore       | Wiggle High5        | + 12"      |
| 3.   | Ellen van Dijk       | Team Sunweb         | + 12"      |
|      |                      |                     |            |
| 18.  | Katarzyna Pawłowska  | Boels-Dolmans       | + 28"      |
| 20.  | Katarzyna Niewiadoma | WM3 Pro Cycling     | + 29"      |
| 67.  | Małgorzata Jasińska  | Cylance Pro Cycling | + 1' 15"   |
| 113. | Daria Pikulik        | Cervélo–Bigla       | + 10' 17"  |

### Etap 3 – 20.08: Svinesund - Halden – 156,6 km
| #   | Zawodnik             | Zespół              | Czas       |
| --- | -------------------- | ------------------- | ---------- |
| 1.  | Megan Guarnier       | Boels-Dolmans       | 4h 05' 55" |
| 2.  | Ellen van Dijk       | Team Sunweb         | + 0"       |
| 3.  | Marianne Vos         | WM3 Pro Cycling     | + 0"       |
|     |                      |                     |            |
| 20. | Katarzyna Niewiadoma | WM3 Pro Cycling     | + 0"       |
| 46. | Katarzyna Pawłowska  | Boels-Dolmans       | + 41"      |
| 76. | Małgorzata Jasińska  | Cylance Pro Cycling | + 4' 30"   |
| DNF | Daria Pikulik        | Cervélo–Bigla       | -          |

| #   | Zawodnik             | Zespół              | Czas        |
| --- | -------------------- | ------------------- | ----------- |
| 1.  | Marianne Vos         | WM3 Pro Cycling     | 10h 10' 19" |
| 2.  | Megan Guarnier       | Boels-Dolmans       | + 13"       |
| 3.  | Ellen van Dijk       | Team Sunweb         | + 13"       |
|     |                      |                     |             |
| 15. | Katarzyna Niewiadoma | WM3 Pro Cycling     | + 36"       |
| 24. | Katarzyna Pawłowska  | Boels-Dolmans       | + 1' 16"    |
| 66. | Małgorzata Jasińska  | Cylance Pro Cycling | + 5' 52"    |

## Liderzy klasyfikacji po etapach
| Etap                 | Zwycięzca            | Klasyfikacja generalna | Klasyfikacja punktowa | Klasyfikacja górska | Klasyfikacja sprinterska | Klasyfikacja młodzieżowa | Klasyfikacja drużynowa |
| -------------------- | -------------------- | ---------------------- | --------------------- | ------------------- | ------------------------ | ------------------------ | ---------------------- |
| P                    | Ellen van Dijk       | Ellen van Dijk         | Marianne Vos          | Katrin Garfoot      | Daiva Tuslaite           | Lisa Klein               | Team Sunweb            |
| 1                    | Jolien D’Hoore       | Jolien D’Hoore         | Marianne Vos          | Rossella Ratto      | Daiva Tuslaite           | Lisa Klein               | Team Sunweb            |
| 2                    | Chloe Hosking        | Marianne Vos           | Marianne Vos          | Janneke Ensing      | Daiva Tuslaite           | Lisa Klein               | Team Sunweb            |
| 3                    | Megan Guarnier       | Marianne Vos           | Marianne Vos          | Janneke Ensing      | Daiva Tuslaite           | Lisa Klein               | Team Sunweb            |
| Klasyfikacja końcowa | Klasyfikacja końcowa | Marianne Vos           | Marianne Vos          | Janneke Ensing      | Daiva Tuslaite           | Lisa Klein               | Team Sunweb            |

## Klasyfikacje końcowe

### Klasyfikacja generalna
|     | Zawodnik             | Zespół              | Czas        |
| --- | -------------------- | ------------------- | ----------- |
| 1   | Marianne Vos         | WM3 Pro Cycling     | 10h 10' 19" |
| 2   | Megan Guarnier       | Boels-Dolmans       | + 13"       |
| 3   | Ellen van Dijk       | Team Sunweb         | + 13"       |
| 4   | Katrin Garfoot       | Orica-Scott         | + 26"       |
| 5   | Lisa Klein           | Cervélo–Bigla       | + 1' 39"    |
|     |                      |                     |             |
| 15. | Katarzyna Niewiadoma | WM3 Pro Cycling     | + 36"       |
| 24. | Katarzyna Pawłowska  | Boels-Dolmans       | + 1' 16"    |
| 66. | Małgorzata Jasińska  | Cylance Pro Cycling | + 5' 52"    |

### Klasyfikacja punktowa
| M-ce | Zawodnik            | Zespół          | Punkty |
| ---- | ------------------- | --------------- | ------ |
| 1.   | Marianne Vos        | WM3 Pro Cycling | 37     |
| 2.   | Megan Guarnier      | Boels-Dolmans   | 16     |
| 3.   | Chloe Hosking       | Alé–Cipollini   | 13     |
|      |                     |                 |        |
| 15.  | Katarzyna Pawłowska | Boels-Dolmans   | 1      |

### Klasyfikacja górska
| M-ce | Zawodnik            | Zespół              | Punkty |
| ---- | ------------------- | ------------------- | ------ |
| 1.   | Janneke Ensing      | Alé–Cipollini       | 19     |
| 2.   | Rossella Ratto      | Cylance Pro Cycling | 15     |
| 3.   | Megan Guarnier      | Boels-Dolmans       | 5      |
|      |                     |                     |        |
| 5.   | Małgorzata Jasińska | Cylance Pro Cycling | 4      |
| 10.  | Katarzyna Pawłowska | Boels-Dolmans       | 1      |

### Klasyfikacja młodzieżowa
| M-ce | Zawodnik        | Zespół                      | Czas        |
| ---- | --------------- | --------------------------- | ----------- |
| 1.   | Lisa Klein      | Cervélo–Bigla               | 10h 10' 45" |
| 2.   | Juliette Labous | Team Sunweb                 | + 3"        |
| 3.   | Demi de Jong    | Parkhotel Valkenburg–Destil | + 16"       |

### Klasyfikacja drużynowa
| M-ce | Zespół        | Czas        |
| ---- | ------------- | ----------- |
| 1.   | Team Sunweb   | 30h 32' 25" |
| 2.   | Boels-Dolmans | + 5"        |
| 3.   | Orica-Scott   | + 13"       |